# Isotropis cuneifolia
Isotropis cuneifolia är en ärtväxtart som först beskrevs av James Edward Smith, och fick sitt nu gällande namn av Benjamin Daydon Jackson. Isotropis cuneifolia ingår i släktet Isotropis och familjen ärtväxter. IUCN kategoriserar arten globalt som livskraftig. Inga underarter finns listade i Catalogue of Life.